# Skopun
Skopun (dánul: Skopen) település Feröer Sandoy nevű szigetén. Közigazgatásilag Skopun község egyetlen települése.

## Földrajz
A település Sandoy északi csücskén fekszik.

## Történelem
Kedvező fekvésénél fogva már régóta ezen a helyen keresztül bonyolódott a tengeri közlekedés Sandoy és Streymoy között, azonban település nem állt itt, csak egy csónakház, ahol az evezős csónakokat tartották. A települést 1833-ban alapították. Lakói hagyományosan halászok voltak, és nem volt földjük, ezért vannak olyan közel egymáshoz a házak. Temploma 1897-ben épült; amikor Vestmannában új templomot építettek, a régi faanyagát itt használták fel. Temetője már Sandur község területén található, mivel a községhatár Skopun és temetője között húzódik.

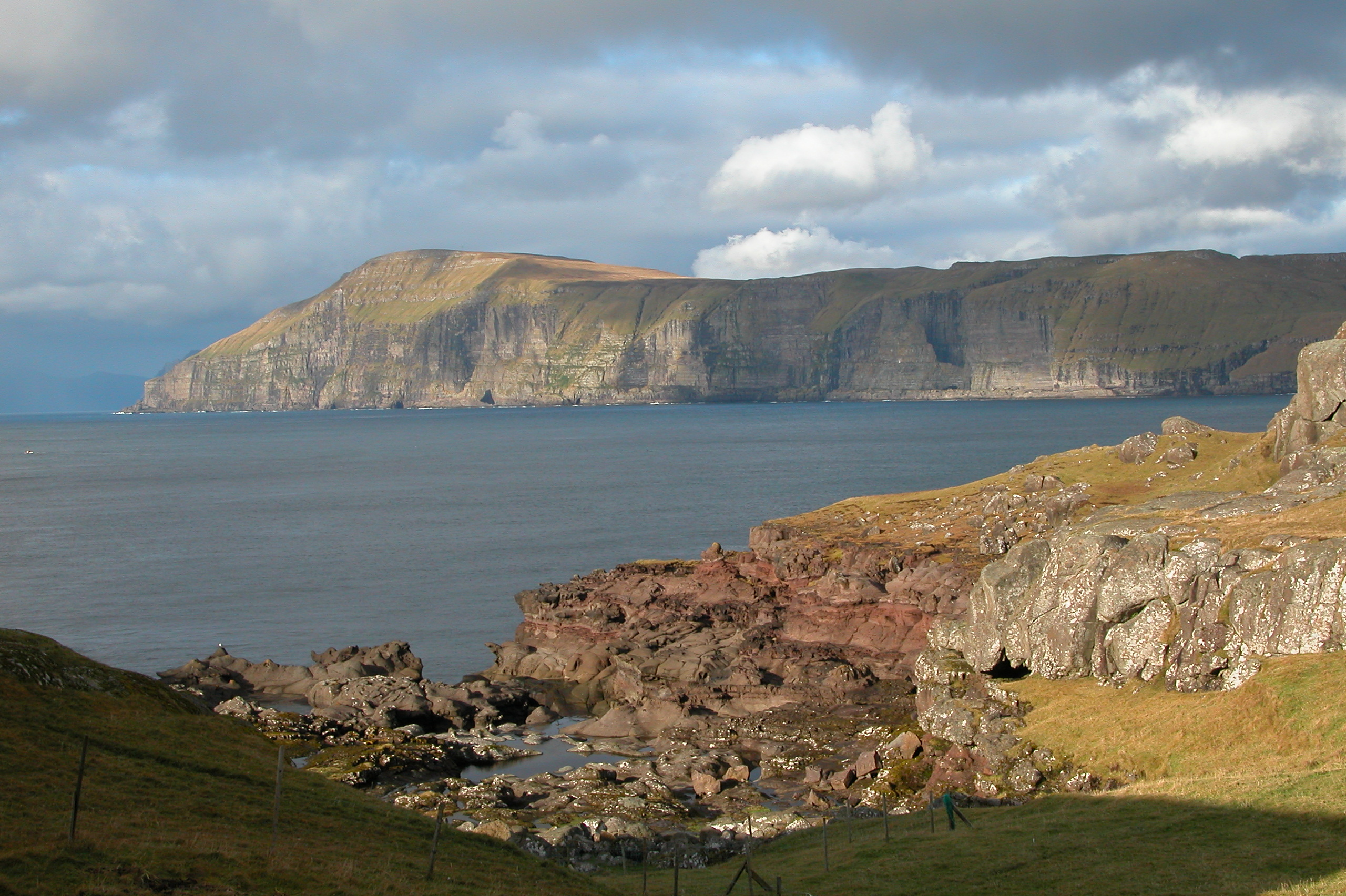
Kilátás Skopunból északnyugat felé a Skopunarfjørðurra és Hestur szigetére

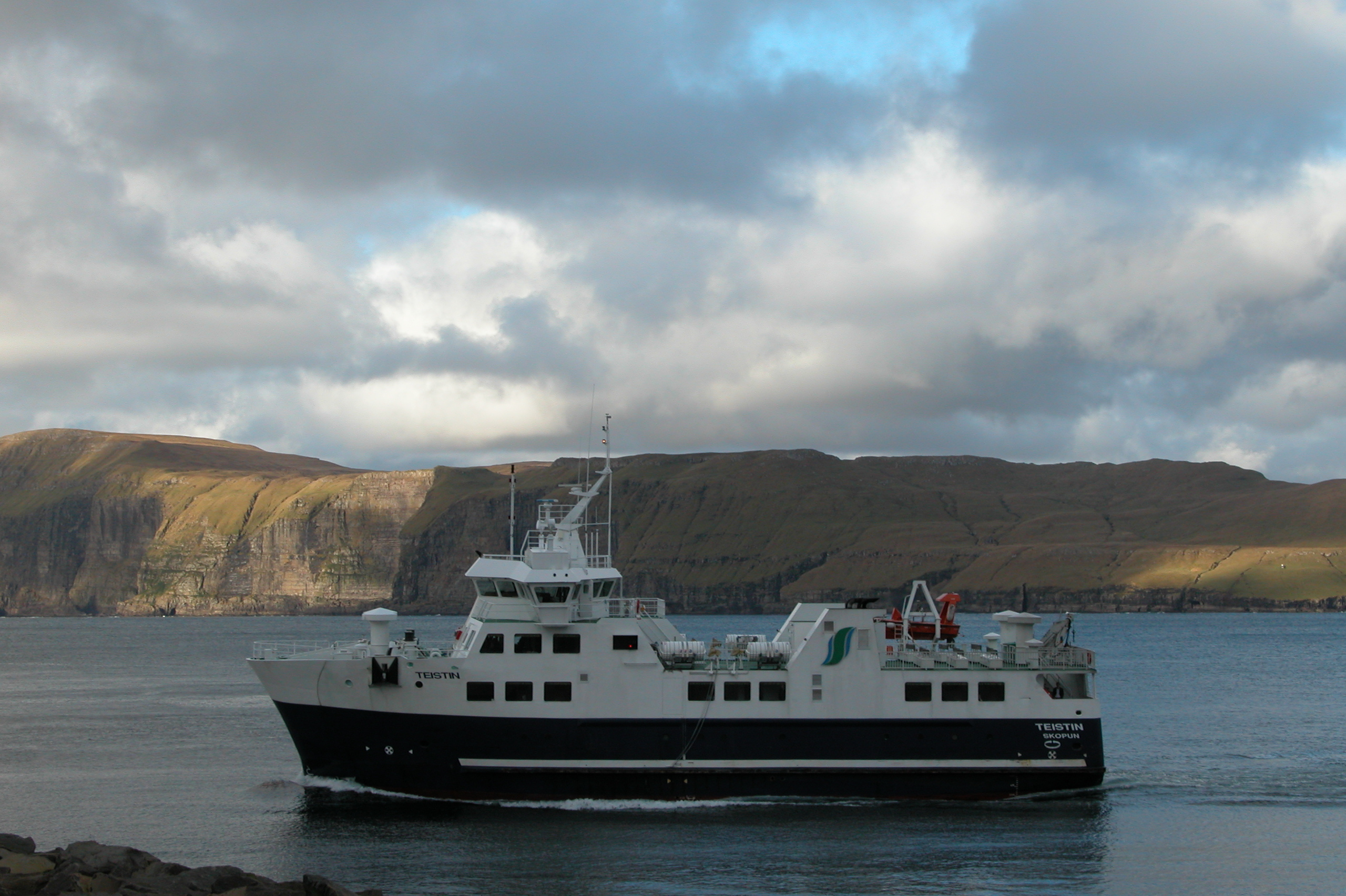
Az M/F Teistin útban Skopun felé; a háttérben Hestur szigete

1918-ban épült meg a Skopun és Sandur közötti országút. Ez volt az első, két falut összekötő út Feröeren. A falu kikötője 1926-ban épült, de azóta számos alkalommal átépítették a nehéz természeti körülmények miatt. 1982-ben kapuval látták el, hogy rossz idő esetén elzárhassák a tengertől. A település kis erdőültetvényét 1988-ban erős orkán pusztította el.

## Népesség
| Év              | Lakosság |
| --------------- | -------- |
| 1986. január 1. | 593      |
| 1991. január 1. | 590      |
| 1996. január 1. | 523      |
| 2001. január 1. | 493      |
| 2006. január 1. | 485      |

## Közlekedés
Skopun a sziget fő kompkikötője: innen indul a 60-as komp Gamlarættba, ahonnan autóbusszal érhető el Tórshavn. Korábban, az új gamlarætti kikötő elkészülte előtt közvetlenül a fővárosba közlekedtek a kompok, de azóta az út lényegesen kevesebb időt vesz igénybe.
A településről közúton dél felé közelíthető meg Sandur és a sziget többi települése; ezen az úton közlekedik a 600-as és a 601-es busz is.
2004-ben megvalósíthatósági tanulmányt rendeltek a Streymoy és Sandoy között létesítendő Sandoyartunnilin tenger alatti alagútról; a vizsgálat 2005-ben készült el. A kompközlekedést kiváltó alagút 10,5 km hosszú lenne, és Skopuntól délre csatlakozna a Sandur felé vezető úthoz. A munkálatok várhatóan 2011-ben kezdődnek.

### Külső hivatkozások
- faroeislands.dk – fényképek és leírás (angol)
- Panorámakép a hegytetőről[halott link] (dán)
- Skopun, Visit Sandoy (feröeri, angol)
- Skopun, faroestamps.fo (angol, német, francia, dán, feröeri)
- Skopun, fallingrain.com (angol)